# Йоанна Яґелло
Йоанна Яґелло (пол. Joanna Jagiełło, до шлюбу Рошковська, нар. 1974, Варшава) — польська письменниця та журналістка, авторка творів для дітей та молоді.

## Життєпис
Народилася 4 серпня 1974 року у Варшаві в родині польського письменника Януша Богдана Рошковського (1940 р. н.). Закінчила відділення англійської філології Варшавського університету. Викладала у ньому ж мовознавство, працювала вчителькою англійської мови у гімназіях та ліцеях. Співпрацювала з часописами «Perspektywy» та «Cogito». Редактор підручників з англійської мови у Pearson Central Europe. Працює редактором освітнього видавництва. Захоплюється польською прозою і шведськими детективами, іспанськими фільмами й мандрівками з наплічником. Народила доньок Юльку (1994) і Басю (2004).

## Творчість
Йоанна Яґелло дебютувала у 1997 році збіркою віршів. Перше прозове видання — повість «Кава з кардамоном» вийшла з друку у 2011 році. За словами Йоанни Яґелло, книга була написана для доньки, яка багато читала, "хотіла б написати для неї такий молодіжний соціально-побутовий роман – про життя, про любов, про проблеми, з якими стикається сучасна молодь". Спочатку книжка мала бути про кохання. Ідею остаточного сюжету письменниця додала вже під час написання. Це історія про підлітків, які намагаються розв'язувати проблеми реального світу. Вони вчаться жити у ньому, вчаться пробачати й сприймати речі такими, якими вони є. Головна героїня, 15-річна гімназистка Лінка має низку проблем: сварки й суперечки з кращою подругою, проблеми з навчанням, випускні іспити й питання вибору, куди йти далі вчитися, перші симпатії. До всього Лінка отримує нерозгадану сімейну таємницю. Її мама все більше втомлюється, вітчим чимраз довше затримується на роботі, а дівчині доводиться займатися молодшим братиком. Лінка відчуває себе покинутою. Щоб відволіктися, вона вирішує відвідати бабусю, яку давно не бачила. Там випадково знаходить дивну фотографію і дізнається, що у неї є сестра. Письменниця також торкається теми пробудження підліткової сексуальності. Спілкуючись із фотографом, який значно старший за неї чоловік, Лінка переживає нові відчуття. Вона не погоджується на близькість. Авторка прагне створити модель поведінки, коли люди уникають випадкового сексу. З усіх проблем героїні вдається не лише виплутатися, а й стати мудрішою, шляхетнішою. Книга була номінована до нагороди «Книжка року 2011» польської секції IBBY. Також книжка отримала номінацію на нагороду Donga і потрапила у «Список скарбів» Музею дитячої книги. Перекладена українською мовою (перекладач — Божена Антоняк), вийшла у березні 2013 року у видавництві «Урбіно». Наступна книжка — продовження «Кави з кардамоном», «Шоколад з чилі» (2013).
Книга "Тирамісу з полуницею" входить до циклу про Халіну Барську. Яґелло розповідає про втілені мрії Лінки. Дівчина навчається у 2 класі ліцею, створює власний блог, дружить з Адріаном. Вона проявляє свій журналістський талант, працює у кафе, у якому затишна атмосфера. Несподівано дівчина збагнула, що у дорогих їй людей також доволі проблем і від неї залежить, чи зможе по-справжньому їх підтримати. Книга про спілкування і вміння знати й цінувати найрідніших людей.
У 2016 році вийшла повість "Зелені мартенси". Герої якої Фелікс і Отилія-Опта стають друзями. Вони не втрачають власну індивідуальність. Письменниця  пише про булінг серед школярів, про проблеми неповних сімей, про безпеку дітей, а також про те, як діти залишаються сам на сам зі своїми проблемами коли батьки їдуть працювати за кордон.
У 2019 році в Україні у видавництві «Урбіно» вийшов прикінцевий роман тетралогії про Лінку Барську «Молоко з медом». Вийшов навіть на два місяці раніше за оригінал тексту в Польщі. 
Дитячу повість «Щоденник Черепушки» письменниця написала на прохання молодшої доньки. Згодом написала кілька книжок для малечі, для тих, хто лише вчиться читати. 

## Особливості художнього світу творів Яґелло
- Тематика творів письменниці — зображення життя підлітків.
- Розуміння психології відповідного віку.
- У творах наявний правдивий, щирий опис суперечливих речей чи поглядів на життя. Йоанна Яґелло показує різні аспекти життя, усі його складнощі якомога правдивіше.
- Книги вдало поєднують і молодіжну лексику, і художність тексту.

## Проблематика творів
- Проблема батьків та дітей. Зазвичай підлітки незадоволені тим, що батьки їх не розуміють. Та виявляється, що діти також байдужі до життя батьків.
- Проблема життєвого вибору, пошук самого себе та спроба самореалізації.
- Проблеми перехідного віку.

## Публікації
- „Moje pierwsze donikąd” (вірші, 1997)
- „Kawa z kardamonem” (молодіжний роман, Wydawnictwo Literatura 2011)
- „Urodzinek” (оповідання для дітей, збірка Opowiadania o zwierzętach, Wydawnictwo Literatura, Лодзь 2012)
- „Gołąb” (оповідання для дорослих, антологія Nikt nigdy, Towarzystwo Aktywnej Komunikacji i Centrum Kultury ZAMEK, Вроцлав 2012)
- „Czekolada z chili” (молодіжний роман, Wydawnictwo Literatura, Лодзь 2013)

- „Oko w oko z diplodokiem” (книжка для дітей, Egmont Polska 2013)
- „Ślady” (вірші, Wydawnictwo Mons Admirabilis 2013)
- „Pamiętnik Czachy” (дитяча книжка з авторськими ілюстраціями, Wydawnictwo Literatura 2014)
- „Hotel dla twoich rzeczy” (автобіографічний роман, Wydawnictwo Czarne 2014)
- „Babula Babalunga” (дитяча книжка, Egmont Polska 2015)
- „Pocztówki” (оповідання у збірці „Opowiadania z kluczem”, Wydawnictwo Literatura, Łódź 2015)
- „Taki wstyd” (детектив, Nasza Księgarnia 2016)
- „Tiramisu z truskawkami” (молодіжний роман, Wydawnictwo Literatura 2016)
- „Różowe babeczki” (дитяча книжка, Egmont Polska 2016)
- „Zielone martensy” (молодіжний роман, Nasza Księgarnia 2016)
- „Perspektywa powietrzna” (вірші, Wydawnictwo Mons Admirabilis 2017)
- „Bramkarze. Samotnicy, akrobaci, dyrygenci” (спільно з Jarosławem Kaczmarkiem, Egmont Polska 2017)
- „Napastnicy. Jak zostać mistrzem” (спільно з Jarosławem Kaczmarkiem, Egmont Polska 2017)
- „Jak ziarnka piasku” (молодіжний роман, Nasza Księgarnia 2018)
- „Czacha się buntuje” (дитяча книжка, друга частина „Pamiętnika Czachy”, Wydawnictwo Literatura 2018)
- „Mleko z miodem” (молодіжний роман, Wydawnictwo Literatura 2019)
- „Tylko gdy pada deszcz" (молодіжний роман, Wydawnictwo Literatura 2019)

## Перебування в Україні
У 2013 році стала спеціальною гостею Дитячого фестивалю у Львові.
У 2014 році стала спеціальною гостею Книжкового Арсеналу в Києві.
У 2017 році стала спеціальною гостею Форуму видавців у Львові.
У 2019 році стала спеціальною гостею Фестивалю «Карпатський Простір: Literary SPACE» в Івано-Франківську.

## Переклади українською
- «Кава з кардамоном»: роман / Йоанна Яґелло. Переклад з польської — Божени Антоняк. — Львів: Урбіно, 234 с. 2013. ISBN 978-966-2647-10-5[р 1][р 2][р 3]
- «Шоколад із чилі»: роман / Йоанна Яґелло. Переклад з польської — Божени Антоняк. — Львів: Урбіно, 286 с. 2013. ISBN 978-966-2647-14-3[р 4]
- «Тирамісу з полуницями»: роман / Йоанна Яґелло. Переклад з польської — Божени Антоняк. — Львів: Урбіно, 296 с. 2017. ISBN 978-966-2647-37-2
- «Молоко з медом»: роман / Йоанна Яґелло. Переклад з польської — Божени Антоняк. — Львів: Урбіно, 456 с. 2019. ISBN 978-966-2647-55-6
- «Зелені мартенси»: повість / Йоанна Яґелло. Переклад з польської — Ярослави Івченко. — Львів Урбіно, 216 с. 2017. ISBN 978-966-2647-43-0
- «Щоденник черепушки»: роман / Йоанна Яґелло. Переклад з польської — Божени Антоняк. — Львів: Урбіно, 184 с. 2017. ISBN 978-966-2647-46-4
- «Як дві краплі води»: роман / Йоанна Яґелло. Переклад з польської — Божени Антоняк. — Львів: Урбіно, 288 с. 2020. ISBN: 978-966-2647-68-6

## Нагороди
- «Кава з кардамоном» — номінація на нагороду «Книжка року» 2011 польської секції IBBY, номінація на нагороду Donga 2011
- «Щоденник Черепушки» — додано 16.06.2015 у список «Skarbów Muzeum Sztuki Dziecięcej»
- «Зелені мартенси» — 2-ге місце в IV Літературному конкурсі ім. Астрід Ліндгрен сучасних книжок для дітей та молоді у віковій категорії 10-14 років (квітень, 2016)
- «Зелені мартенси» — номінація на нагороду «Книжка року» 2016 польської секції IBBY
- «Як дві краплі води» — нагорода в конкурсі «Книжка року» 2018 польської секції IBBY
- «Туди, звідки повертаються лелеки» — 3-те місце в V Літературному конкурсі ім. Астрід Ліндгрен сучасних книжок для дітей та молоді у віковій категорії 10-14 років (травень, 2019)
- «День народження» — особлива відзнака в V Літературному конкурсі ім. Астрід Ліндгрен сучасних книжок для дітей та молоді у віковій категорії 6-10 років (травень, 2019)

## Рецензії
1. ↑  Володимир Чернишенко (15.03.2013). Читане: Кава з Кардамоном. Архів оригіналу за 7 травня 2017. Процитовано 13 червня 2015.
2. ↑  Валентина Вздульська. Дівчата, кардамон і скелети в шафі. kazkarka.com. Архів оригіналу за 15 жовтня 2014. Процитовано 13 червня 2015.
3. ↑  Ольга Деркачова (11.04.2013). 230 гр радості. Буквоїд. Архів оригіналу за 14 квітня 2013. Процитовано 13 червня 2015.
4. ↑  Наталка Малетич (21.01.2014). Життя… як шоколад із чилі???. Збруч. Архів оригіналу за 17 квітня 2015. Процитовано 13 червня 2015.